# Джефф О'Нілл
Джефф О'Нілл (англ. Jeff O'Neill, нар. 23 лютого 1976, Ричмонд-Гілл) — канадський хокеїст, що грав на позиції крайнього нападника.
Провів понад 800 матчів у Національній хокейній лізі. 

## Ігрова кар'єра
Хокейну кар'єру розпочав 1992 року в клубі «Гвелф Сторм» (ОХЛ).
1994 року був обраний на драфті НХЛ під 5-м загальним номером командою «Гартфорд Вейлерс». 
Протягом професійної клубної ігрової кар'єри, що тривала 13 років, захищав кольори команд «Гартфорд Вейлерс», «Кароліна Гаррікейнс» та «Торонто Мейпл-Ліфс».
Загалом провів 855 матчів у НХЛ, включаючи 34 гри плей-оф Кубка Стенлі.

## Інше
Працює хокейним аналітиком на TSN Radio в Торонто.

## Нагороди та досягнення
- Нагорода Джека Фергюсона (ОХЛ) — 1992.
- Учасник матчу усіх зірок НХЛ — 2003.

## Статистика
| Сезон        | Клуб                  | Ліга         | Регулярний сезон | Регулярний сезон | Регулярний сезон | Регулярний сезон | Регулярний сезон | Плей-оф | Плей-оф | Плей-оф | Плей-оф | Плей-оф |
| Сезон        | Клуб                  | Ліга         | І                | Г                | П                | О                | ШХ               | І       | Г       | П       | О       | ШХ      |
| ------------ | --------------------- | ------------ | ---------------- | ---------------- | ---------------- | ---------------- | ---------------- | ------- | ------- | ------- | ------- | ------- |
| 1992–93      | «Гвелф Сторм»         | ОХЛ          | 65               | 32               | 47               | 79               | 88               | 5       | 2       | 2       | 4       | 6       |
| 1993–94      | «Гвелф Сторм»         | ОХЛ          | 66               | 45               | 81               | 126              | 95               | 9       | 2       | 11      | 13      | 31      |
| 1994–95      | «Гвелф Сторм»         | ОХЛ          | 57               | 43               | 81               | 124              | 56               | 14      | 8       | 18      | 26      | 34      |
| 1995–96      | «Гартфорд Вейлерс»    | НХЛ          | 65               | 8                | 19               | 27               | 40               | —       | —       | —       | —       | —       |
| 1996–97      | «Спрингфілд Фелконс»  | АХЛ          | 1                | 0                | 0                | 0                | 0                | —       | —       | —       | —       | —       |
| 1996–97      | «Гартфорд Вейлерс»    | НХЛ          | 72               | 14               | 16               | 30               | 40               | —       | —       | —       | —       | —       |
| 1997–98      | «Кароліна Гаррікейнс» | НХЛ          | 74               | 19               | 20               | 39               | 67               | —       | —       | —       | —       | —       |
| 1998–99      | «Кароліна Гаррікейнс» | НХЛ          | 75               | 16               | 15               | 31               | 66               | 6       | 0       | 1       | 1       | 0       |
| 1999–00      | «Кароліна Гаррікейнс» | НХЛ          | 80               | 25               | 38               | 63               | 72               | —       | —       | —       | —       | —       |
| 2000–01      | «Кароліна Гаррікейнс» | НХЛ          | 82               | 41               | 26               | 67               | 106              | 6       | 1       | 2       | 3       | 10      |
| 2001–02      | «Кароліна Гаррікейнс» | НХЛ          | 76               | 31               | 33               | 64               | 63               | 22      | 8       | 5       | 13      | 27      |
| 2002–03      | «Кароліна Гаррікейнс» | НХЛ          | 82               | 30               | 31               | 61               | 38               | —       | —       | —       | —       | —       |
| 2003–04      | «Кароліна Гаррікейнс» | НХЛ          | 67               | 14               | 20               | 34               | 60               | —       | —       | —       | —       | —       |
| 2005–06      | «Торонто Мейпл-Ліфс»  | НХЛ          | 74               | 19               | 19               | 38               | 64               | —       | —       | —       | —       | —       |
| 2006–07      | «Торонто Мейпл-Ліфс»  | НХЛ          | 74               | 20               | 22               | 42               | 54               | —       | —       | —       | —       | —       |
| Усього в НХЛ | Усього в НХЛ          | Усього в НХЛ | 821              | 237              | 259              | 496              | 670              | 34      | 9       | 8       | 17      | 37      |